# Крум Стайчев
Крум Стефанов Стайчев е български машинен инженер в областта на металните конструкции и фундаменти. Той е първият българин, получил Хумболтова стипендия от Фондация „Александър фон Хумболт“.
През 1921 – 1927 година прави хумболтов престой във Висшето техническо училище (днес Технически университет) в Берлин.
Съсобственик е на фабрика „Крубор“ за стоманени конструкции; впоследствие технически ръководител на държавното предприятие „Крубор“ при завод „Христо Смирненски“; началник на отдела за технически контрол в завода за метални конструкции „Христо Смирненски“. Завежда научно-техническата дейност в секцията по машиностроене към общото Научно-техническо дружество към Научно-техническите съюзи. Секретар е на Научно-техническо дружество по машиностроене.
Сред постиженията му са:
- конструирането на 13 железни покривни конструкции за самолетни хангари;
- монтажът на железните мостове над р. Струма край Симитли, над р. Марица при с. Милево и с. Скобелево (област Пловдив);
- конструкции за депото на Университетската библиотека в София;
- силозите в Шабла, Балчик и Добрич;
- кулокранове за България и за износ;
- първият лифт на Витоша „Княжево–Копитото“;
- железните конструкции на сцената на Музикалния театър „Стефан Македонски“ и на Народния театър „Иван Вазов“;
- телевизионната кула в София.

## Награди и отличия
- Медал на червена лента за участие в Първата световна война;
- Златен орден на труда;
- 2 златни медала на завод „Христо Смирненски“;
- юбилейна почетна грамота на Федерацията на научно-техническите съюзи.[1]